# Tiegaixiang (ort i Kina, Qinghai Sheng, lat 36,00, long 100,21)
Tiegaixiang är en ort i Kina. Den ligger i provinsen Qinghai, i den nordvästra delen av landet, omkring 160 kilometer sydväst om provinshuvudstaden Xining. Antalet invånare är 4 907. Befolkningen består av 2 434 kvinnor och 2 473 män. Barn under 15 år utgör 23,0 %, vuxna 15-64 år 71 %, och äldre över 65 år 4,0 %.
Runt Tiegaixiang är det mycket glesbefolkat, med 5 invånare per kvadratkilometer. Det finns inga andra samhällen i närheten. Trakten runt Tiegaixiang består i huvudsak av gräsmarker.
Genomsnittlig årsnederbörd är 462 millimeter. Den regnigaste månaden är juli, med i genomsnitt 114 mm nederbörd, och den torraste är november, med 3 mm nederbörd.